# I Am Not a Serial Killer (pel·lícula)
I Am Not a Serial Killer és una pel·lícula de terror psicològic sobrenatural del 2016 dirigida per Billy O'Brien i basada en la novel·la homònima de Dan Wells de 2009. És protagonitzada per Christopher Lloyd, Max Records, Laura Fraser i Christina Baldwin.
El rodatge va començar a Virginia (Minnesota), el 28 de febrer de 2015. Es va estrenar al South by Southwest Film Festival el 13 de març de 2016 i va rebre una estrena limitada al cinema i de vídeo sota demanda el 26 d’agost.

## Argument
John Wayne Cleaver, un adolescent d'una petita ciutat de l'Oest Mitjà, ha estat diagnosticat com a sociópata i té impulsos homicides, que s'agreugen quan treballa a la funerària de la seva mare April com a ajudant de funerària a temps parcial. La seva mare es preocupa per ell després que el director la convoqui a l'escola a causa de l'assaig de Cleaver sobre assassins en sèrie. Controla els seus impulsos amb regles estrictes, aturades mentals i parlant amb el seu terapeuta Grant. A l'escena d'un assassinat, John veu un bassal d'oli negre. Després d'un assassinat idèntic, parlar d'un assassí en sèrie desperta l'interès de John. Mentre es troba amb el seu amic Max, en John veu un vagabund que s'amaga fora de la casa del seu veí Bill Crowley. En el ball de Halloween de l'escola secundària, John espanta un assetjador amenaçant-lo de matar-lo.
Després de discutir-ho amb Grant, en John veu que el vagabund s'uneix a Crowley en un viatge de pesca en gel, i John els segueix. Quan el vagabund està a punt d'atacar en Crowley, Crowley mata de sobte l'home amb la mà nua, que es transforma en una forma de branca. Crowley es talla els seus propis pulmons i els substitueix pels de l'home. John crea un perfil d'assassí en sèrie, assenyalant que a totes les víctimes se'ls van extreure òrgans. Mentre segueix Crowley i la seva dona, Kay, en la seva nit de cita, es troba amb la seva mare i Grant sopant, preparant en John. John estudia contes de fades i folklore místic, i la policia connecta els assassinats recents amb una persona desapareguda anomenada Emmett Openshaw.
John segueix Crowley a una barberia propietat de Greg, un home que va ballar amb Kay la nit anterior perquè Crowley coixejava. Després de veure que Crowley atacava a Greg, en John activa impulsivament l'alarma de la barberia, atraient dos agents de policia, que Crowley mata. Després, Crowley ja no coixeja i sembla que està rejovenit. Abans de marxar, Crowley respon amb indiferència a una trucada de Kay. John veu un bassal d'oli negre i s'adona que era la cama vella de Crowley, que va canviar per la de Greg.
Després de deixar en Crowley una nota anònima que revela el seu coneixement, en John escolta Kay dient que Crowley ha estat tancat a casa durant una setmana. Quan John visita Crowley a petició de Kay, Crowley recita i explica els poemes de William Blake "The Lamb" i "The Tyger". John continua perfilant Crowley, que es fa més feble. La nit de Nadal, en John truca a Crowley des d'un telèfon públic per preguntar-li sobre el judici i què va robar a Openshaw. Crowley dóna respostes vagues, i John s'adona que Crowley s'estava estancant. En veure el cotxe de Crowley, en John fuig a casa d'en Max. Després que en John reveli que la seva amistat era només un mecanisme d'afrontament, Max expulsa a John. John es troba amb Crowley matant el pare de Max; John, que porta una màscara d'esquí, no aconsegueix aturar Crowley i fuig.
Després del memorial del pare d'en Max, l'April intenta connectar amb John, que amenaça la seva vida quan l'empeny. Després d'una conversa amb Grant, John espera fins que Crowley surti de casa i intenta espantar-lo amenaçant el que més estima: Kay. Quan en John creu que ha matat en Kay sense voler, entra en pànic i truca a Grant. Després de veure que encara està viva, en John surt de la casa quan arriba Crowley. Al cotxe de Crowley, troba el cos intacte de Grant, que amaga. L'endemà al matí, Crowley s'adona que John ha pres el cos. Al funeral del pare d'en Max, Crowley revela que Grant havia estat buscant en John. John diu que Crowley no provarà res en públic i observa que el cor de Crowley no durarà molt més.
Després del funeral, John s'adona que la seva mare no se'n va anar; la troba inconscient a la taula d'embalsamament al costat de Crowley, que demana que John torni el cos de Grant. John fingeix estar d'acord, però noqueja a Crowley. Després que April recuperi la consciència, connecten Crowley al dispositiu d'embalsamament. Quan Crowley es desperta, les llums parpellegen i un monstre gran, negre i oliós llisca fora del seu cos. Adonant-se que ja no pot estar amb Kay, li demana a John que la vigili i se suïcida. Tant Crowley com els cadàvers del monstre es fonen en oli negre. Després, la policia troba el cos de Grant, i Crowley està desaparegut. John consola Kay, que li explica la història de com ella i Bill es van enamorar, fent que John s'adoni que també ha de trobar la felicitat. John i la seva mare després tenen una conversa casual mentre embalsamen el cos de Grant.

## Repartiment
- Christopher Lloyd[2] com a Bill Crowley
- Max Records[2] com a John Wayne Cleaver
- Laura Fraser[2] com a April Cleaver
- Tim Russell[3] com a Greg Olson el barber
- Christina Baldwin com a tia Margaret
- Karl Geary com a Dr. Grant Neblin
- Anna Sundberg com a Lauren Bacall Cleaver
- Lucy Lawton com a Brooke[4]
- Raymond Branstrom com a Max Bowen[4]
- Dee Noah com a Kay Crowley
- Michael Paul Levin com a Roger Bowen
- Jim Gaulke com a Principal Layton

## Producció
La novel·la de l'autor Dan Wells I Am Not a Serial Killer es va publicar per primera vegada el 2009 i als Estats Units el 2010. L'escriptor i director irlandès Billy O'Brien, que abans havia escrit i dirigit la pel·lícula de terror de 2006 Isolation, va adaptar la novel·la per a la pantalla amb el coescriptor Christopher Hyde, i tenia la intenció de rodar la pel·lícula amb pel·lícula de 16 mm. Robbie Ryan va treballar a la pel·lícula com a un productor i també director de fotografia. Altres productors foren O'Brien, Nick Ryan, James Harris i Mark Lane. Toby Froud va fer de dissenyador de criatures, amb William Todd- Jones de consultor del moviment de criatures. Jennifer Klide va ser dissenyadora de producció. The Irish Egg Post Production va realitzar el treball de postproducció de la pel·lícula.
El finançament per a I Am Not a Serial Killer va ser proporcionat per l'Irish Film Board, The Fyzz Facility i Quickfire Films. La firma anglesa Independent gestionarà les vendes internacionals de la pel·lícula. El seu pressupost ascendeix a uns 1,45 milions de dòlars.
La fotografia principal va començar a l'estat de Minnesota el 28 de febrer de 2015. Centrat a la ciutat de Virginia al Mesabi Iron Range, els productors de la pel·lícula havien esperat rodar en algun lloc del Nord i finalment van triar la zona, malgrat l'ambientació del llibre de Dakota del Nord—en part a causa de la Iron Range Resources and Rehabilitation Board. Mitjançant el seu programa d'incentius a la producció cinematogràfica, la Junta pot reemborsar gairebé 93.000 dòlars dels costos de producció elegibles. Michigan i Ohio també es van considerar llocs de rodatge. Els extres locals es van utilitzar com a part del rodatge, que va concloure el 20 de març abans que l'equip de producció es traslladés a altres ciutats de Minnesota, com Saint Paul i Golden Valley per filmar diverses escenes de rodatge ambientades durant la tardor.

## Estrena
I Am Not a Serial Killer fou estrenada al South by Southwest Film Festival el 13 de març de 2016. La pel·lícula va rebre simultàniament una estrena limitada i llançament en video sota demanda el 26 d'agost.
Va guanyar el Méliès d'argent al Festival du Film Fantastique de Strasbourg el 2016
El 8 de juliol es va publicar un tràiler de la pel·lícula.

## Recepció
A Rotten Tomatoes, la pel·lícula té una puntuació d'aprovació del 93% basada en 57 ressenyes, amb una mitjana ponderada de 6,85/10. El consens crític del lloc diu: "I Am Not A Serial Killer fa honor al llibre en què es basa amb un drama ben interpretada que deixa el seu humor i els seus temes foscos amb humor irònic."
Mark Kermode de The Guardian li va donar 4 estrelles i va dir Aquesta pel·lícula satíricament aterridora sembla una pel·lícula perduda d'una altra època, des dels títols en vermell retro fins a la partitura analògica'.